# الصحة الشاملة للعامل
الصحة الشاملة للعامل عبارة عن إستراتيجية ذات علامة تجارية تُعرف بأنها السياسات والبرامج والممارسات التي تدمج الحماية من المخاطر المتعلقة بالسلامة والصحة المرتبطة بالعمل مع تعزيز جهود الوقاية من الإصابة والمرض للنهوض برفاه العمال. تم تصميمه وتمويله من قبل المعهد الوطني للسلامة والصحة المهنية (NIOSH) .و تم اختبار وتطوير الصحة الشاملة للعامل في ستة مراكز للتميز من أجل الصحة الشاملة للعامل في الولايات المتحدة.

## تعريف
تُعرَّف الصحة الشاملة للعامل بأنها السياسات والبرامج والممارسات التي تدمج الحماية من مخاطر السلامة والصحة المرتبطة بالعمل مع تعزيز جهود الوقاية من الإصابة والمرض من أجل تحسين رفاهية العمال.  
ركزت برامج السلامة المهنية وحماية الصحة التقليدية في المقام الأول على ضمان سلامة العمل وحماية العمال من الأضرار التي تنشأ عن العمل نفسه.  تستند الصحة الشاملة للعامل (TWH) إلى هذا النهج من خلال الاعتراف أن العمل هو محدد اجتماعي للصحة. ويمكن أن يكون للعوامل المتصلة بالوظائف مثل الأجور، وساعات العمل، ومستويات عبء العمل والإجهاد، والتفاعلات مع زملاء العمل، والإجازات وأماكن العمل الصحية، تأثير هام على رفاه العمال وأسرهم ومجتمعاتهم المحلية.و تستكشف منظمة الصحة العالمية الفرص المتاحة ليس فقط لحماية العمال، ولكن أيضا للنهوض بصحتهم ورفاههم من خلال استهداف ظروف العمل. تدعم الأدلة العلمية الآن ما يشتبه به العديد من المتخصصين في مجال السلامة والصحة، وكذلك العاملين أنفسهم، منذ فترة طويلة - أن عوامل الخطر في مكان العمل يمكن أن تسهم في المشكلات الصحية التي كانت تعتبر في السابق غير مرتبطة بالعمل. على سبيل المثال، هناك عوامل خطر مرتبطة بالعمل لتقلبات الوزن غير الطبيعية،   اضطرابات النوم،  أمراض القلب والأوعية الدموية،  الاكتئاب،    وغيرها من الظروف الصحية. واعترافا بهذه العلاقات الناشئة، يركز نهج TWH على الكيفية التي يمكن بها للعوامل البيئية وعوامل مكان العمل أن تخفف من صحة العمال عموماً وتعززها بما يتجاوز الشواغل التقليدية المتعلقة بالسلامة والصحة المهنية.

## التاريخ
نشأت شركة الصحة الشاملة للعامل من ندوة خطوات إلى قوّة عاملة أمريكية أكثر صحة  في أكتوبر 2004، والتي سعت إلى الجمع بين المعرفة والخبرة في مجال مجال الحماية والصحية وتعزيز الصحة، من أجل تحفيز العمل من أجل تطوير البرامج. تدور الندوة حول مواضيع البحث والممارسة والسياسة المتعلقة بتكامل الحماية الصحية وتعزيز الصحة.
بحلول عام 2005، أعيد تطوير المبادرة من  خطوات إلى قوّة عاملة أمريكية أكثر صحة  وأعيدت تسميتها بمبادرة NIOSH حياة العمل.  دعمت مبادرة حياة العمل معالجة صحة العمال ورفاههم بطريقة جديدة، من خلال معالجة بيئة العمل المادية والتنظيمية بالتزامن مع القرارات والسلوكيات الصحية الشخصية للأفراد. شملت بعض أهداف مبادرة حياة العمل دعم تقييم المناهج التكاملية للعمل والصحة، وتشجيع اعتماد سياسات وممارسات مجربة، وتحفيز التعاون عبر التخصصات بين الباحثين والتغلب على الفصل التقليدي للصحة المهنية وتعزيز الصحة بين المجتمعات المهنية. في سبتمبر 2007، نظّم المعهد الوطني للسلامة والصحة المهنيه و 35 جهة راعية أخرى ندوة «حياة العمل 2007: حماية وتعزيز صحة العمال»، التي استكشف فيها أكثر من 450 مشاركًا علوم واقتصاديات البرامج والسياسات والممارسات المتكاملة القائمة على العمل التي تدعم وتحسن صحة العمال ورفاههم. قدم المتعاونون في الندوة، والتي ضمت قادة من قطاعات العمل والأعمال والأوساط الأكاديمية أدلة على العمل والفوائد الصحية من المناهج المتكاملة.و إلى جانب دراسات الحالة والتقارير القصصية، كان هناك توافق عام في الاراء على أن هذه البرامج المتكاملة القائمة على العمل، إذا نُفذت واستمرت بشكل صحيح، يمكن أن تكون جيدة لصحة العمال والأعمال.
في عام 2008، قام المتعاونون في المعهد الوطني في الصحة والسلامة المهنيه ومراكز التميز بتطوير 10 توصيات، مجمعة في الممارسة العملية والبحوث والسياسات، كاستراتيجية بعيدة المدى للنهوض بمبادرة حياة العمل. واستندت هذه التوصيات على الممارسة القائمة على الأدلة ومبادرات البحث إلى الممارسة. في عام 2011، توجت ندوة تعاونية مع وكالات اتحادية أخرى في «ندوة العمال الفيدراليين الأكثر صحة لعام 2011»، التي طبقت مناهج صحة العمل المتكاملة على الموظفين الفيدراليين. 
في عام 2011، أصبحت الحياة العملية للمعهد الوطني للصحة والسلامة المهنيه «الصحة الشاملة للعامل» لتقديم نهج أكثر شمولاً للوقاية في مكان العمل. مع الصحة الشاملة للعامل ، يمكن لـ المعهد الوطني للصحة والسلامة المهنيه الاستمرار في تطوير المبادرات من مبادرة حياة العمل من خلال البحوث والتدخلات والشراكات وبناء القدرات لتلبية احتياجات القوى العاملة في القرن الحادي والعشرين. تم تنظيم المؤتمر الدولي العاشر حول الإجهاد والصحة المهنية، والمعروف باسم العمل والإجهاد والصحة 2013: حماية وتعزيز الصحة الشاملة للعمال  من قبل المعهد الوطني للصحة والسلامة المهنيه بالتعاون مع جمعية الأمريكية لعلم النفس وجمعية علم نفس المهني.
تتضمن الأحكام المقترحة لقانون الرعاية الميسورة التكلفة لعام 2014 وما بعده، والتي وضعتها إدارة الرئيس أوباما، قاعدة تسمح لأصحاب العمل بزيادة الحوافز الممنوحة للموظفين المشاركين في برامج الرفاهية في مكان العمل.  على وجه التحديد، سيكون أصحاب العمل قادرين على زيادة الحوافز من 20 ٪ المسموح بها حاليًا إلى 30 ٪ من تكاليف تأمين الموظف، وما يصل إلى 50 ٪ في بعض الحالات. ينطبق هذا الحكم على الموظفين الذين يعملون من أجل تحقيق هدف رفاهية متفق عليه.
شهد عام 2012 نشر خلاصة البحث: برنامج المعهد الوطني للصحة والسلامة المهنيه الإجمالي لصحة العاملين: أوراق البحث المنسية 2012  تقدم الأساس المنطقي لنهج TWH. أشارت هذه الأوراق إلى أن مجموعة صغيرة ولكن متزايدة من الأدلة تشير إلى أن دمج أنشطة برنامج السلامة المهنية وحماية الصحة مع السياسات والبرامج والممارسات الأخرى في مكان العمل أكثر فعالية لحماية سلامة العمال وصحتهم ورفاههم من أي من هذه البرامج الأنشطة بمفردهم.
في عام 2014، أنشأ المعهد الوطني للصحة والسلامة مكتب تنسيق TWH ودعم البحث (Office for TWH) لتنسيق وتعزيز هذه الجهود خارج النطاق وداخلها. في نفس العام، تعاون مكتب TWH مع معهد الطب لاستضافة ورشة عمل حول «أفضل الممارسات الواعدة في صحة العمال الإجمالية»، ونسق أيضًا الندوة الدولية الأولى لتعزيز صحة العمال الإجمالية في بيثيسدا، دكتوراه في الطب، 350 حاضر مباشر.
شهد عام 2015 تطورات للبرنامج والمكتب، بما في ذلك منح مكتب الولايات المتحدة للبراءات والعلامات التجارية للعلامة «صحة العامل الاجمالية» كعلامة تجارية مسجلة رسمية لوزارة الصحة والخدمات الإنسانية الأمريكية؛ إطلاق المركز الأول ضمن TWH ، المركز الوطني للشيخوخة والعمل الإنتاجي ؛ وورشة عمل حول الطرق المؤدية إلى الوقاية من NIH  بعنوان: "Total Worker Health ® - ما العمل الذي يجب القيام به؟".
في عام 2016، أصدر مكتب المعهد الوطني للصحة الشاملة للعامل جدول الأعمال الوطني للبحوث المهنية (NORA) جدول الأعمال الوطني لصحة العمال  لتحديد أولويات السلامة والصحة المهنية والبحوث والممارسات وأنشطة الوقاية للفترة 2016-2026 ونشر أساسيات مقاربات إجمالي صحة العمال ® : العناصر الأساسية لتعزيز سلامة العمال وصحتهم ورفاههم. في نفس العام، قام المعهد الوطني للصحة والسلامة المهنيه بتمويل ستة مراكز للتميز لإجراء بحث حول مفاهيم صحة العمال الكلية.
في عام 2017، أطلقت ثلاث جامعات برامج شهادات لـ TWH. TWH في العمل! كما وصلت النشرة الإخبارية الإلكترونية إلى أكثر من 71000 مشترك، حيث قدمت تحديثات ربع سنوية حول استراتيجيات صحة العمال الإجمالية ومن مراكز التميز لـ TWH ، وعُقدت ورشة عمل منهجية بحث TWH.
في عام 2018، استضاف المعهد الوطني للسلامة والصحة المهنية الندوة الدولية الثانية لتعزيز صحة العمال الإجمالية 8-11 مايو في بيثيسدا، دكتوراه في الحرم الجامعي التاريخي للمعاهد الوطنية للصحة، على بعد دقائق فقط من واشنطن العاصمة. كان موضوع 2018 هو العمل والرفاهية: كيف يمكن للعمل الآمن والصحي أن يعزز الرفاهية.
شهد عام 2019 أول منشور TWH ، المجلد المعدل على إجمالي صحة العامل.

## مسائل

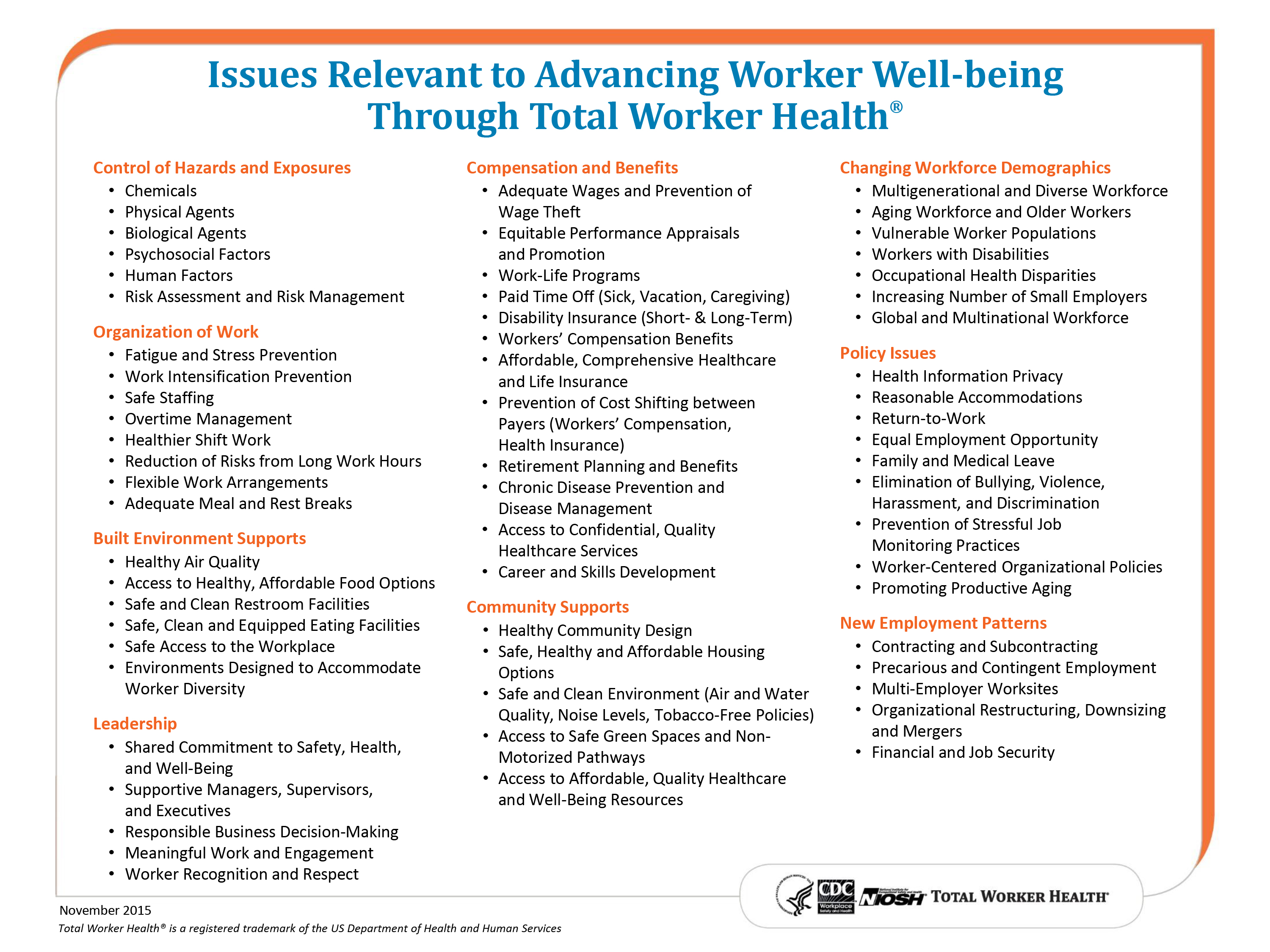
القضايا المتعلقة بتعزيز رفاه العمال من خلال صحة العمال الشاملة

يوضح الرسم المصاحب "القضايا المتعلقة بتحسين رفاه العمال من خلال صحة العمال الإجمالية قائمة واسعة النطاق من القضايا ذات الصلة بتعزيز رفاه العمال من خلال نهج إجمالي صحة العمال . تم تنقيح قائمة القضايا ذات الصلة بصحة العمال الكلية ، وإعادة نشرها ونشرها في نوفمبر 2015 بمساهمة من أصحاب المصلحة. تعكس هذه القائمة المحدثة تركيزًا موسعًا لشركة TWH التي تدرك أن التقنيات الجديدة وظروف العمل الجديدة والأشكال الجديدة للتوظيف تمثل مخاطر جديدة على سلامة العمال وصحتهم ورفاههم. يعد فهم وتقليل هذه المخاطر عناصر مهمة في TWH. بالإضافة إلى ذلك، يدرك هذا التركيز الموسع أن هناك روابط بين الظروف الصحية التي قد لا تنشأ عن العمل ولكن يمكن أن تتأثر سلبًا بالعمل. يدعو نهج إجمالي صحة العمال إلى دمج جميع السياسات والبرامج والممارسات التنظيمية التي تساهم في سلامة العمال وصحتهم ورفاههم، بما في ذلك تلك المتعلقة بمكافحة المخاطر والتعرض وتنظيم العمل والتعويضات والمزايا، تدعم البيئة المبنية والقيادة وتغيير الخصائص الديمغرافية للقوى العاملة وقضايا السياسة ودعم المجتمع. 

## مراكز التميز لصحة العمال الكلية
قام المعهد الوطني للصحة والسلامة المهنيه بتمويل ستة مراكز للتميز لصحة العمال الشاملة في الولايات المتحدة لاستكشاف وبحث مفاهيم TWH.  تتضمن بعض مهام مراكز التميز ما يلي:
- اختبار تجريبي لسياسات وبرامج مكان العمل الواعدة
- تطوير ونشر أفضل الممارسات ومجموعات الأدوات
- وضع استراتيجيات للتغلب على العوائق التي تحول دون القبول التنظيمي واعتماد سياسات وبرامج وممارسات شاملة ومنسقة للسلامة والصحة والرفاهية
- التحقيق في التكاليف والفوائد المرتبطة بالبرامج المتكاملة
- تعزيز التطور والتطبيق للعلامات الفسيولوجية والبيولوجية للتوتر والنوم والاكتئاب واستخدامها لحماية العمال أو تحسين النتائج الصحية

تتمركز مراكز التميز الستة في سبع جامعات منفصلة في الولايات المتحدة. مواقع المراكز المذكورة هي كما يلي:
- مركز الصحة والعمل والبيئة - كلية الصحة العامة بجامعة كولورادو - أورورا ، كولورادو
- مركز تعزيز الصحة في مكان العمل في نيو إنجلاند - جامعة ماساتشوستس لويل وجامعة كونيتيكت في فارمنجتون وستورز.
- كلية هارفارد تي تشان لمركز الصحة العامة للعمل والصحة والرفاهية - مدرسة هارفارد تي تشان للصحة العامة - بوسطن ، ماساتشوستس
- مركز القوى العاملة الصحية في الغرب الأوسط - جامعة أيوا - مدينة أيوا ، أيوا
- مركز أوريغون الصحي لقوة العمل - معهد أوريغون لعلوم الصحة المهنية، جامعة أوريغون للصحة والعلوم - بورتلاند ، أوريغون
- مركز جامعة إلينوي - شيكاغو للعمل الصحي - جامعة إلينوي - شيكاغو - شيكاغو ، إلينوي

## برنامج المشاركة الكلي التابع للمعهد الوطني للسلامة والصحة المهنية
تتمثل مهمة برنامج هذا البرنامج  في تعزيز نهج متكامل لحماية وتعزيز رفاهية العمال من خلال التعاون مع المنظمات الأكاديمية والعمالية والمنظمات غير الربحية والحكومية.
يسعى برنامج شركاء TWH إلى:
1. زيادة وضوح وإدراك وتأثير الصحة الشاملة للعامل (TWH) لتعزيز سلامة وصحة ورفاهية العمال من خلال مساعدة المعهد الوطني للسلامه والصحة المهنيه للشركات التابعة.
2. جذب المتعاونين الجدد ومساعدتهم على إثراء وتوسيع نطاق البحث الترجمي الحالي لـ المعهد الوطني للصحة والسلامة المهنيه TWH.
3. جذب المتعاونين الجدد والعمل معهم لإثراء وتوسيع ممارسات المعهد الوطني للسلامه والصحة TWH الحالية وجهود النشر.
4. الاعتراف علناً بمساهمات الشركات التابعة في تطوير ونشر أبحاث وممارسات TWH.

الشركات التابعة لـ المعهد الوطني للصحة والسلامة المهنيه TWH الحالية هي:
- Agrisafe
- الجمعية الأمريكية لممرضات الصحة المهنية (AAOHN)
- الكلية الأمريكية للطب الوقائي
- جمعية مهنيي الصحة المهنية في الرعاية الصحية (AOHP)
- دارتموث - مركز هيتشكوك الطبي
- الصحة اسكينازي
- جمعية المعادن الصناعية - أمريكا الشمالية (IMA-NA)
- مركز متعدد التخصصات لأماكن العمل الصحية
- الأخوة الدولية للبويلرماكرز، وبناة السفن الحديدية، والحدادين، والمنسفين، والمساعدين (IBB)
- ISSA - الرابطة العالمية لصناعة التنظيف
- قسم كنتاكي للصحة العامة
- مركز كنتاكي للوقاية من الإصابات والأبحاث (KIPRC)
- صندوق صحة وسلامة العمال في أمريكا الشمالية (LHSFNA)
- النظام الصحي بجبل سيناء
- الإدارة الوطنية للملاحة الجوية والفضاء (ناسا)
- مجلس السلامة الوطني
- وكالة الأمن القومي (NSA)
- مجلس سلامة نبراسكا
- جامعة شمال كنتاكي، قسم العلوم النفسية
- مكتب أوهايو لتعويض العمال
- سيف
- الجامعة في بوفالو
- جامعة كاليفورنيا، برنامج العمل للصحة المهنية، كلية بيركلي للصحة العامة
- جامعة جورجيا
- جامعة ميشيغان
- جامعة نورث كارولينا
- تحالف وادي الصحة
- جامعة ويسترن كنتاكي

## أساسيات النهجالكلي لصحة العمال: العناصر الأساسية لتعزيز سلامة العمال وصحتهم ورفاههم (2016)

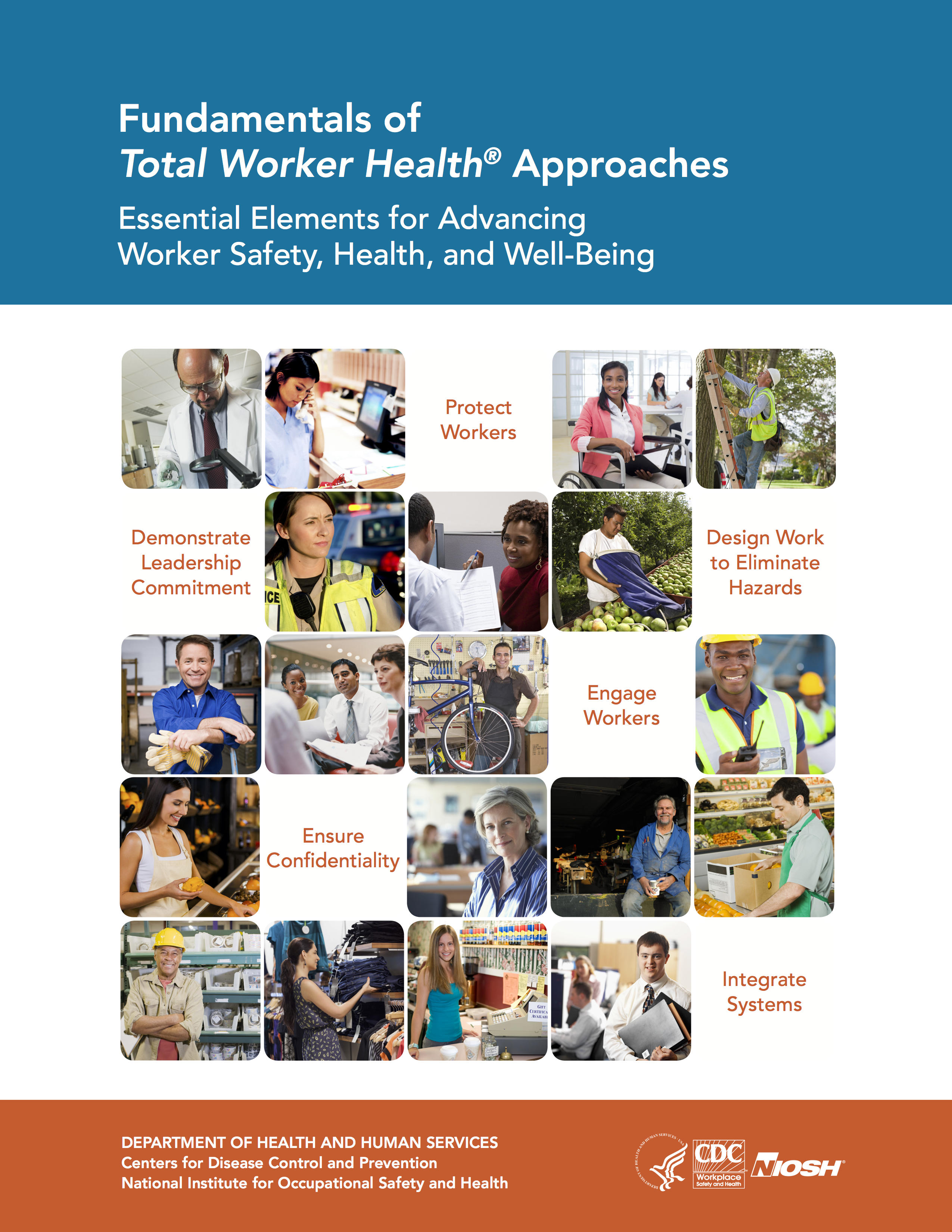
أساسيات نهج صحة العمال الكلية

المصنف، أساسيات اجمالي صحة العمال ® النهج: العناصر الأساسية لتعزيز سلامة العمال وصحتهم ورفاههم ،  يعطي الأولوية لبيئة عمل خالية من المخاطر لجميع العمال ويطبق نهجًا حديثًا للوقاية - يتوافق مع السلامة المهنية التقليدية ومبادئ الوقاية الصحية - التي تعترف بأن العوامل المتعلقة بالوظيفة يمكن أن يكون لها تأثير هام على رفاهية العمال وأسرهم ومجتمعاتهم. أساسيات النهج الإجمالي لصحة العمال: العناصر الأساسية لتعزيز سلامة العمال وصحتهم ورفاههم تبني على عمل الخبراء في المنشور السابق، العناصر الأساسية لبرامج فعالة في مكان العمل، مع أحدث الأبحاث والموارد والتوصيات التي تعكس تطور وتطور TWH نفسها كمفهوم. يركز كتاب أساسيات أساليب TWH على خمسة عناصر محددة لـ TWH:
- تحديد عنصر TWH 1: إظهار التزام القيادة لسلامة العمال وصحتهم على جميع مستويات المنظمة.
- تحديد عنصر TWH 2: تصميم العمل للقضاء على مخاطر السلامة والصحة أو الحد منها وتعزيز رفاهية العمال.
- تحديد عنصر TWH 3: تعزيز ودعم مشاركة العمال طوال تصميم البرنامج وتنفيذه.
- تحديد عنصر TWH 4: ضمان سرية وخصوصية العمال.
- تحديد عنصر TWH 5: دمج الأنظمة ذات الصلة لتعزيز رفاهية العمال.

### العناصر الأساسية لبرامج العمل الفعالة (2008)
تم نشر العناصر الأساسية للبرامج والسياسات الفعالة في مكان العمل لتحسين صحة العمال ورفاههم لأول مرة في عام 2008. ومنذ ذلك الحين تم تحديث هذه الوثيقة وتوسيع نطاقها في أساسيات نهج صحة العمال الإجمالية التي نشرت مؤخراً: العناصر الأساسية للنهوض بسلامة العمال وصحتهم ورفاههم. وترد هنا الموارد الواردة في العناصر الأساسية الأصلية للرجوع إليها تاريخيا.
من خلال التعاون مع مبادرة حياة العمل، تم تطوير العناصر الأساسية للبرامج والسياسات الفعالة في مكان العمل لتحسين صحة العمال ورفاههم بالتفصيل 20 مكونًا رئيسيًا لبرنامج شامل لحماية الصحة وتعزيز العمل. تم تجميع هذه المكونات في واحد من أربعة مجالات: الثقافة التنظيمية والقيادة. تصميم البرنامج؛ تنفيذ البرنامج والموارد؛ وتقييم البرنامج. وفيما يلي العناصر الأساسية لبرامج العمل الفعالة:
| الثقافة التنظيمية والقيادة   | تصميم البرنامج                         | تنفيذ البرنامج والموارد             | تقييم البرنامج |
| ---------------------------- | -------------------------------------- | ----------------------------------- | -------------- |
| تطوير ثقافة "محورها الإنسان" | أسس مبادئ واضحة                        | كن على استعداد لبدء الصغيرة والتوسع | قياس وتحليل    |
| إظهار القيادة                | دمج الأنظمة ذات الصلة                  | وفر موارد كافية                     | تعلم من الخبرة |
| إشراك إدارة المستوى المتوسط  | القضاء على المخاطر المهنية المعترف بها | التواصل بشكل استراتيجي              |                |
|                              | كن متسقا                               | بناء المساءلة في تنفيذ البرنامج     |                |
|                              | تعزيز مشاركة الموظفين                  |                                     |                |
|                              | برامج مصممة خصيصا لمكان العمل المحدد   |                                     |                |
|                              | فكر في الحوافز والمكافآت               |                                     |                |
|                              | ابحث عن الأدوات المناسبة واستخدمها     |                                     |                |
|                              | اضبط البرنامج حسب الحاجة               |                                     |                |
|                              | تأكد من استمرار البرنامج               |                                     |                |
|                              | ضمان السرية                            |                                     |                |

## ابحاث

### جدول الأعمال الوطني لصحة العاملين واستجابة المعهد الوطني للصحة والسلامة المهنية لتعليقات أصحاب المصلحة الملخصة

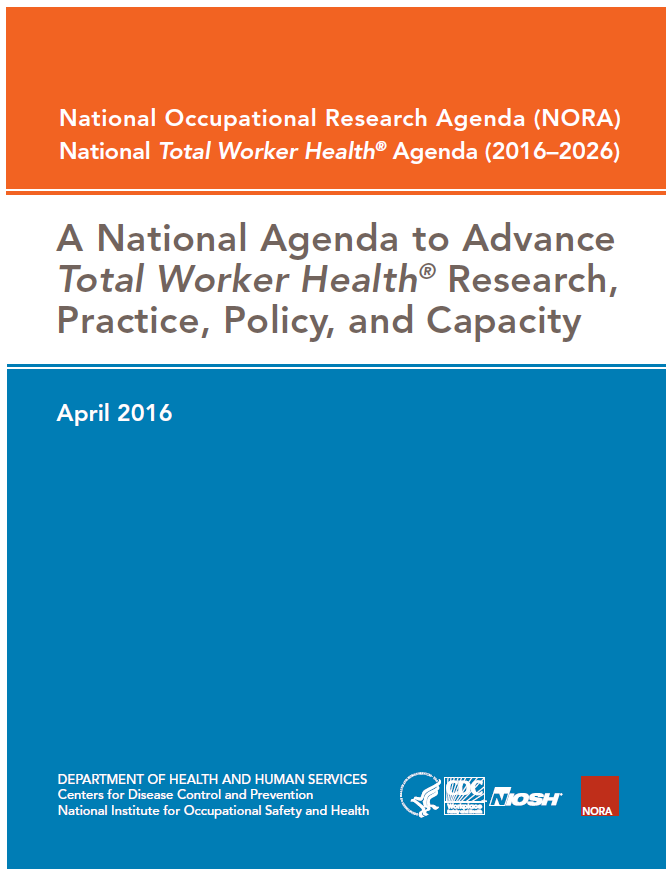
جدول الأعمال الوطني لصحة العمال

في عام 2016، أصدر مكتب المعهد الوطني للصحة الشاملة للعمال جدول الأعمال الوطني للبحوث المهنية (NORA) جدول الأعمال الوطني لصحة العمال  (جدول الأعمال) لتحديد أولويات السلامة المهنية والبحوث الصحية والممارسات وأنشطة الوقاية للفترة 2016-2026. يعتمد جدول الأعمال ، الذي يمثل المرة الأولى التي تم فيها إنشاء NORA خاص بـ TWH ، على مسودة سابقة (الأجندة الوطنية المقترحة لـ TWH) تم إصدارها من قبل مكتب NIOSH لصحة العمال الشاملة في سبتمبر 2014. دعا المعهد الوطني للصحة والسلامة أصحاب المصلحة لتقديم تعليق على مشروع جدول الأعمال هذا المتعلق بالأبحاث ذات الأولوية القصوى والممارسات والسياسات للمساعدة في تعزيز سلامة العمال وصحتهم ورفاههم. في عام 2015، استجابة لمدخلات أصحاب المصلحة المستلمة، تم توسيع تعريف TWH وتم تركيز نهج TWH بشكل أكثر دقة في جدول الأعمال النهائي. يعكس الوصف المنقح الموجود الآن في جدول الأعمال المنشور بشكل أفضل أولويات البرنامج ويساعد على التغلب على مساواة TWH ببرامج العافية التقليدية في مكان العمل التي تفشل في دمج عناصر حماية العمال. تواصل TWH إعطاء الأولوية لبيئة عمل خالية من المخاطر التي تحمي سلامة وصحة جميع العمال. يمكن العثور على الأجندة الوطنية الإجمالية لصحة العمال واستجابة المعهد الوطني لتعليقات أصحاب المصلحة الملخصة  على الإنترنت.

### محطات الاعتصام

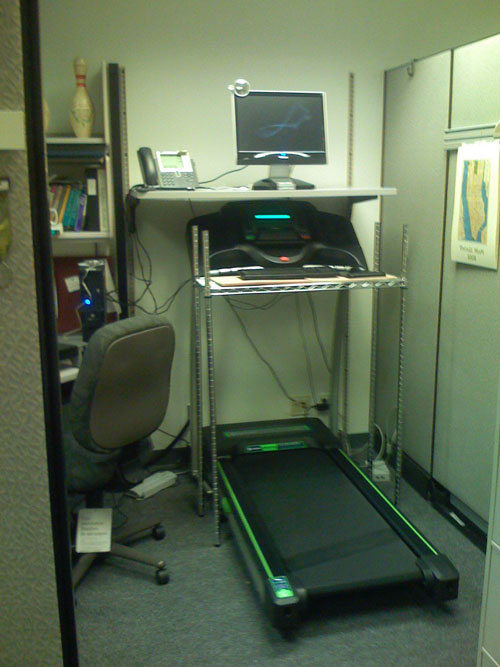
أظهرت الدراسات التجريبية لمحطات العمل القائمة على الجلوس انخفاضًا في الوقت المستقر والمؤشرات المحتملة للنتائج الصحية المحسنة.

تؤدي المخاوف من نمط الحياة المستقر المتزايد للأفراد والمخاطر الصحية المرتبطة به إلى هذا التطور. وجدت دراسة من عينة كبيرة من البالغين الأستراليين أن الجلوس لفترات طويلة كان عامل خطر للوفيات لجميع الأسباب، بغض النظر عن النشاط البدني. محطات عمل Sit-stand عبارة عن محطات عمل كمبيوتر مصممة خصيصًا، مما يسمح للمستخدم بتعديل ارتفاع غلاف مكان العمل والعمل أثناء الوقوف. مع تنفيذ محطات العمل القائمة على الوقوف، سيتمكن الأفراد من تقليل الوقت المستقر أثناء العمل، وبالتالي تحسين النتائج الصحية، وربما تحسين إنتاجية العمل.
أسفر البحث المنشور في عام 2012 عن الفوائد من تنفيذ محطات العمل القائمة على الجلوس في مكان العمل عن تطوير بعض الدراسات التجريبية لصحة العمال الإجمالية. في حين اختلفت النتائج الفردية للدراسات، وجد الباحثون أن محطات العمل القائمة على الجلوس أدت إلى تحسن عام في النتائج الصحية للعمال الذين تحولوا إلى محطات العمل هذه، بالإضافة إلى تقليل وقت الجلوس. وتشمل هذه الفوائد الصحية من هذه الدراسات التجريبية زيادة الكوليسترول الحميد، وتحسين نتائج المزاج، وانخفاض إجهاد العين، وانخفاض آلام الظهر والرقبة والكتف.   روبرتسون وآخرون. وجدت أن مستخدمي محطات العمل القائمة على الجلوس، الذين تم تدريبهم على تغيير أوضاعهم في العمل، أظهروا زيادة في الإنتاجية في العمل، مقارنةً بالأشخاص الذين لم يتم تدريبهم على هذا النحو. علاوة على ذلك، الدراسة التي قام بها برونك وآخرون. أظهر انخفاض التعب وزيادة النشاط بين المشاركين. بهذه النتائج، بدأ NIOSH برنامجًا تجريبيًا بين الموظفين لمبادرة Total Worker Health.

### عمال الرعاية الصحية
ركزت العديد من الدراسات من مركز هارفارد للعمل والصحة والرفاهية على العلاقات بين سياق العمل وجودة تدابير الحياة للعاملين في مجال الرعاية الصحية. قام مسح شمل أكثر من 1500 عامل في رعاية المرضى في المستشفى بفحص العلاقات بين النتائج الصحية (آلام أسفل الظهر، وعدم كفاية النشاط البدني، والحرمان من النوم) وتدابير سياق العمل. ارتبط النشاط البدني غير الكافي ونقص النوم، في حين لم يكن ألم أسفل الظهر مرتبطًا بشكل كبير بأي من الضغوطات. تم العثور على تدابير سياق العمل، مثل انخفاض دعم المشرف، والتحرش في العمل، والمسمى الوظيفي، وثقافة العمل المرتبطة بنوعية الحياة والنتائج الصحية للعاملين في المستشفى.

### شيخوخة القوى العاملة

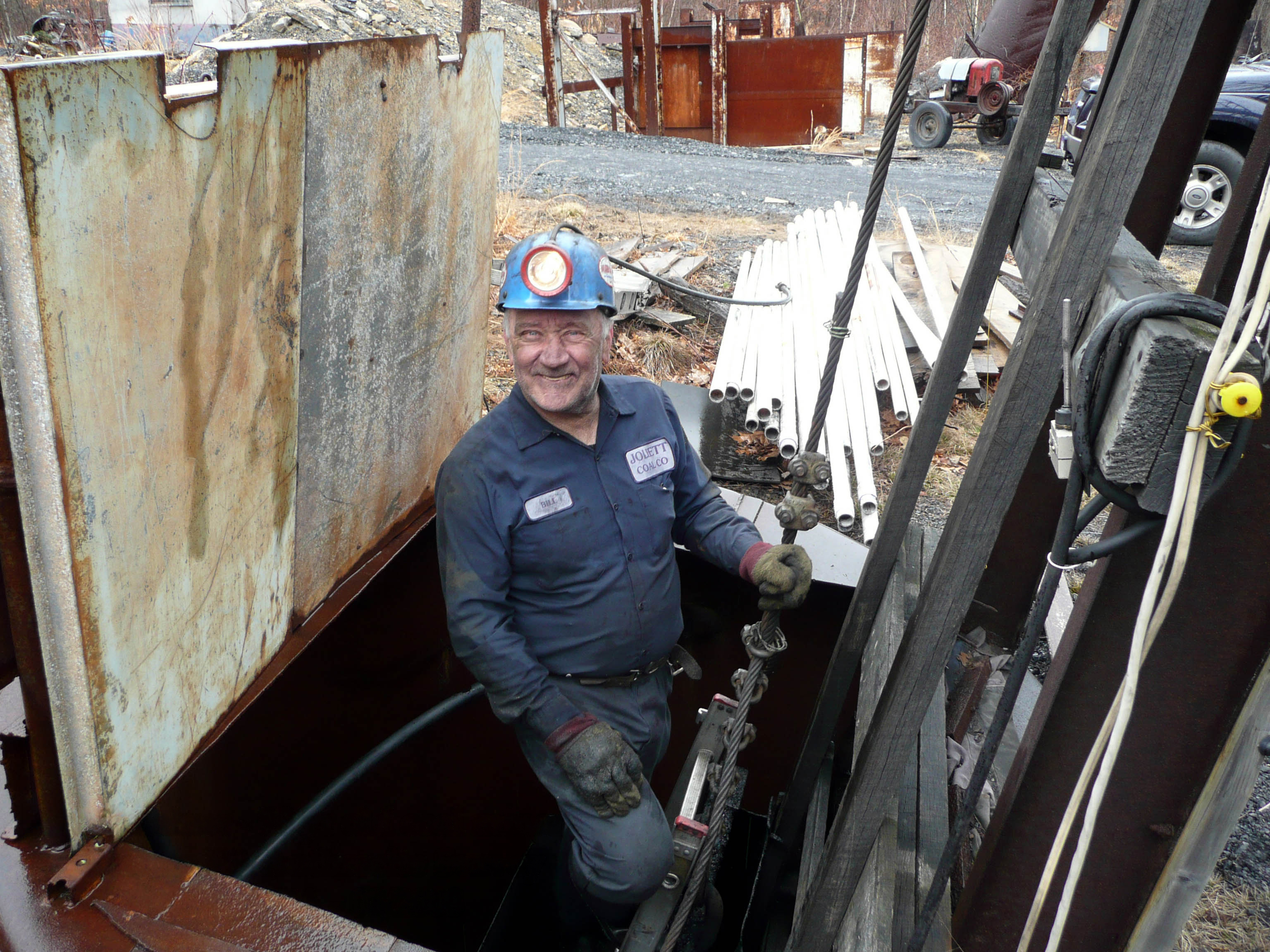
عامل منجم يبلغ من العمر 70 عامًا يخرج من منجم الفحم الخاص به في شرق ولاية بنسلفانيا.

الشيخوخة في القوى العاملة الأمريكية، يمكن أن يكون للأعداد المتزايدة بسرعة من العمال الأكبر سناً (الذين تتراوح أعمارهم بين 55 وما فوق) التي تضم القوى العاملة في الولايات المتحدة، تأثيرات كبيرة على الاقتصاد، ومزايا الضمان الاجتماعي، والسلامة والصحة المهنيتين، والرعاية الصحية، والمجتمع الأمريكي ككل. عقد باحثون من الكلية الأمريكية للطب المهني والبيئي (ACOEM) و NIOSH قمة وطنية بدعوة حول «تعزيز الحماية الصحية في مكان العمل وتعزيزها في سياق القوى العاملة في الشيخوخة» لمعالجة العديد من الأسئلة ووضع بيانات إجماع وتوصيات من أجل نهج وطني لمعالجة هذه القضايا. تضمنت هذه القضايا لماذا يجب أن يهتم أرباب العمل بالشيخوخة في مكان العمل، وكيفية إنشاء أفضل الممارسات لتحقيق أقصى قدر من الصحة والإنتاجية للشيخوخة، وكيف يمكن للهياكل التنظيمية التعامل بشكل أفضل مع الشيخوخة في مكان العمل، وما هي العوائق التي تحول دون دمج برامج الحماية الصحية وتعزيزها من أجل شيخوخة العمال، والأدوات والبرامج والموارد الموجودة للتغلب على الحواجز. تتضمن بعض البيانات التوافقية التي تم تصورها خلال هذه القمة إنشاء «ثقافة صحية» في جميع أنحاء مكان العمل، وإنشاء برامج وسياسات «صديقة للمسنين»، وزيادة استخدام الحوافز للتأثير على التغيير، ودمج صحة القوى العاملة كإجراءات تجارية قياسية، وإجراء أبحاث ونماذج جديدة لتحليل البيانات، وخلق ثقافة جديدة من «المساءلة المشتركة».

## المنظمات التي لديها برامج إدارة الصحة والسلامة والإنتاجية المتكاملة الناجحة
نفذت العديد من الشركات برامج متكاملة لإدارة الحماية الصحية وتعزيز الصحة بنجاح، مع توثيق التحسينات الصحية وتوفير التكاليف. يختلف كل برنامج متكامل في مجالات التركيز والتنفيذ قليلاً، ولكن اتبع مكونات صحة العامل الاجمالية . ومن الأمثلة على الشركات التي حققت نتائج ناجحة من برامجها كاتربيلر وفيديكس وداو كيميكال ومزارع بيرديو .

## الندوة الدولية لتعزيزصحة العمال الشاملة

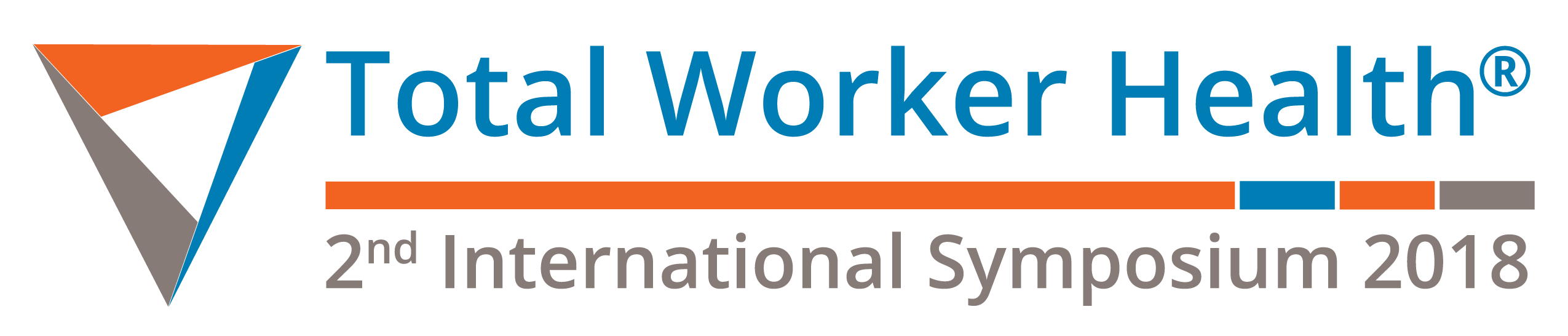
العلامة التجارية الدائمة للندوة الدولية لتعزيز صحة العمال الشاملة

عقدت الندوة الدولية الأولى لتعزيز صحة العمال الشاملة لأول مرة في الفترة من 6 إلى 8 أكتوبر 2014 في مركز المعاهد الوطنية للصحة الكائن في بيثيسدا بولاية ماريلاند. عقدت الندوة الدولية الثانية لتعزيز صحة العمال الشاملة 8-11 مايو 2018 في NIH Natcher Center.

## روابط خارجية
- صفحة الويب الرسمية NIOSH لـ Total Work Health
- مجموع المراكز الصحية للعاملين للتميز